# Adelmar Rocha
Adelmar Soares da Rocha, mais conhecido como Adelmar Rocha, (Bertolínia, 1º de janeiro de 1892 – Rio de Janeiro, 11 de janeiro de 1973) foi um médico, militar, político e revolucionário brasileiro, outrora deputado federal pelo Piauí e governador de Roraima.

## Dados biográficos
Filho de Bertolino Alves da Rocha Filho e Matilde de Medeiros Soares Rocha. Médico formado pela Universidade Federal do Rio de Janeiro em 1916, ingressou no Serviço de Saúde do Exército nos anos seguintes. Partícipe do motim do 26º Batalhão de Caçadores em Belém, foi interventor militar em Óbidos e deu apoio às revoltas tenentistas como a Revolta Paulista de 1924 e a Comuna de Manaus, exilando-se na Argentina, Bolívia e Uruguai antes de ser anistiado pela Revolução de 1930 e reintegrado ao Exército Brasileiro. Promovido a capitão, foi preso durante a Revolução Constitucionalista de 1932. No transcurso de suas atividades médicas, clinicou em Óbidos e na cidade maranhense de Colinas, foi cirurgião na Santa Casa de Misericórdia de Teresina, diretor do Hospital Militar de Bagé.
Secretário de Saúde do Piauí durante a interventoria de Landri Sales, elegeu-se deputado federal em 1934, tomou posse no ano seguinte e permaneceu na Câmara dos Deputados até que Getúlio Vargas impôs o Estado Novo em 10 de novembro de 1937. De volta à caserna, fez o curso Estado-Maior do Exército em 1941 e um ano depois foi nomeado diretor do Hospital Militar em Campo Grande, fundador do Hospital São Vicente de Paula em Bela Vista e presidente da Cruz Vermelha Brasileira em Mato Grosso, visto que o estado de Mato Grosso do Sul ainda não existia.
Eleito deputado federal pela UDN em 1945, assinou a Constituição de 1946 e embora não tenha sido reeleito em 1950 e perdido a eleição para senador em 1954, ocupava a patente de general de brigada quando foi nomeado governador de Roraima pelo presidente Café Filho em 13 de junho de 1955, mantendo o cargo até 23 de novembro, já sob a presidência interina de Nereu Ramos. Sua carreira política terminou em 1958 como candidato a senador pelo Piauí via PST, mas não foi eleito.
Ocupou a cadeira 16 da Academia Piauiense de Letras, cujo patrono é Taumaturgo Sotero Vaz. Membro da Associação Brasileira de Imprensa, supervisionou a junta de seleção da Força Expedicionária Brasileira, enviada para combater na Segunda Guerra Mundial junto aos Aliados. É autor do dispositivo constitucional que transferiu do domínio da União para o Piauí as fazendas de gado resultantes do confisco aos jesuítas no Brasil Colônia.